# تيبو3
تيبو3 (بالإنجليزية: TYPO3)‏ هو نظام إدارة المحتوى مجاني مكتوب بلغة البرمجة بي إتش بي صدر في 1997 من طرف الدانمركي كاسبر.

## خصائص
تيبو3 هو نظام إدارة محتوى كامل يحتوي على العديد من الخصائص من أهمها:
- نظام قائم على الإضافات (بالإنجليزية: Plugins)‏ الذي يسمح بإضافات مميزات جديدة عند الحاجة
- الإلتزام بمعايير الويب
- إضافات متوفرة وعديدة مطورة من طرف مجتمع المبرمجين أو الشركات
- نظام متطور لتقسيم الأدوار للمستخدمين
- مجمتع مبرمجيين نشط جدا

## روابط خارجية
- تيبو3 على موقع Open Hub (الإنجليزية)
- تيبو3 على موقع Free Software Directory (الإنجليزية)
- تيبو3 على موقع SourceForge (الإنجليزية)